# Morden Wharf

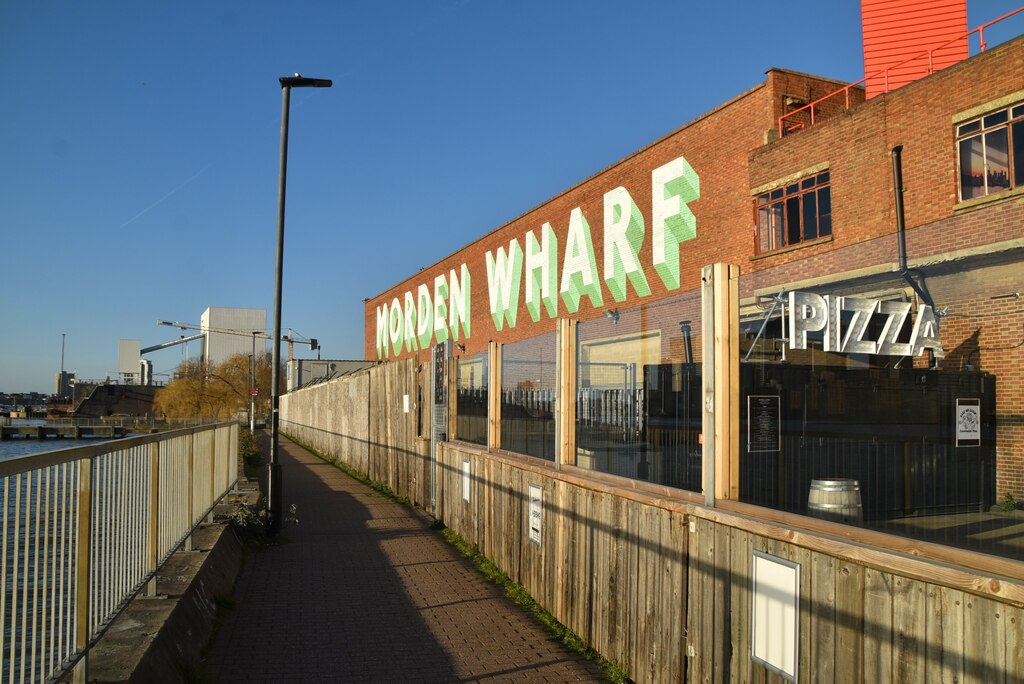
Gehweg entlang der Themse bei Morden Wharf (2023)

Morden Wharf (deutsch „Morden-Kai“) war ein Kai und der Name eines angrenzenden Industriegebiets am Südufer der Themse an der Westseite der Greenwich Peninsula. Diese liegt im Londoner Stadtteil Greenwich im Osten der britischen Hauptstadt.
Hier befanden sich im 19. und 20. Jahrhundert Industriebetriebe, wie das Kabelunternehmen Glass, Elliot and Company, Hersteller des ersten transatlantischen Telegrafenkabels von 1857. Heute ist es einerseits ein historischer Ort und andererseits ein modernes Wohngebiet gleichen Namens.

## Geschichte
Im Laufe der Jahrhunderte entstanden entlang der Themse zahlreiche Kais. Sie waren nicht nummeriert, sondern trugen jeweils einen Namen, häufig den des früheren Eigentümers.
Im Jahr 1850 befand sich am Morden Wharf der Drahtseilhersteller Kuper and Company, bevor 1854 George Elliot (1814–1893), ein Bergbauingenieur und Zechenbesitzer, und sein Geschäftspartner Richard Glass das Geschäft übernahmen und hier die neue Firma Glass, Elliot & Co gründeten. Diese spezialisierte sich auf die Herstellung von Seekabeln für die elektrische Telegrafie. Am 7. April 1864 fusionierte sie mit der am südlich angrenzenden Enderby’s Wharf ansässigen Gutta Percha Company zur Telegraph Construction and Maintenance Company (Telcon). 
Anschließend wurde hier das Seekabel hergestellt, das am 27. Juli 1866 durch die Great Eastern erfolgreich zwischen Irland und Neufundland verlegt wurde und erstmals die langfristig funktionierende Telekommunikation zwischen der „alten“ und der „neuen Welt“ ermöglichte. In der Folge wurden hier zahlreiche weitere Kabel gefertigt, unter anderem für den Einsatz in Australien, Neuseeland, Indien und Hongkong.
1935 ging der Standort in den Besitz der neu gegründeten Submarine Cables Ltd. über. Während des Zweiten Weltkriegs wurde hier ein Teil der im Rahmen der Operation Overlord am D‑Day eingesetzten Ausrüstung für die Überbrückung des Ärmelkanals hergestellt, darunter die Unterwasser-Pipeline der Operation PLUTO (Pipe Line Under The Ocean). Die Produktion von Unterseekabeln am Standort wurde 1975 eingestellt und nach Southampton verlagert.
Im späten 20. und frühen 21. Jahrhundert wurde Morden Wharf nicht länger genutzt und verfiel zusehends. Anfang 2024 wurde der Standort von einer Wohnungsbaugesellschaft übernommen, die plant, ähnlich wie es mit dem benachbarten Enderby Wharf gemacht wurde, hier eine moderne Wohnsiedlung zu errichten.

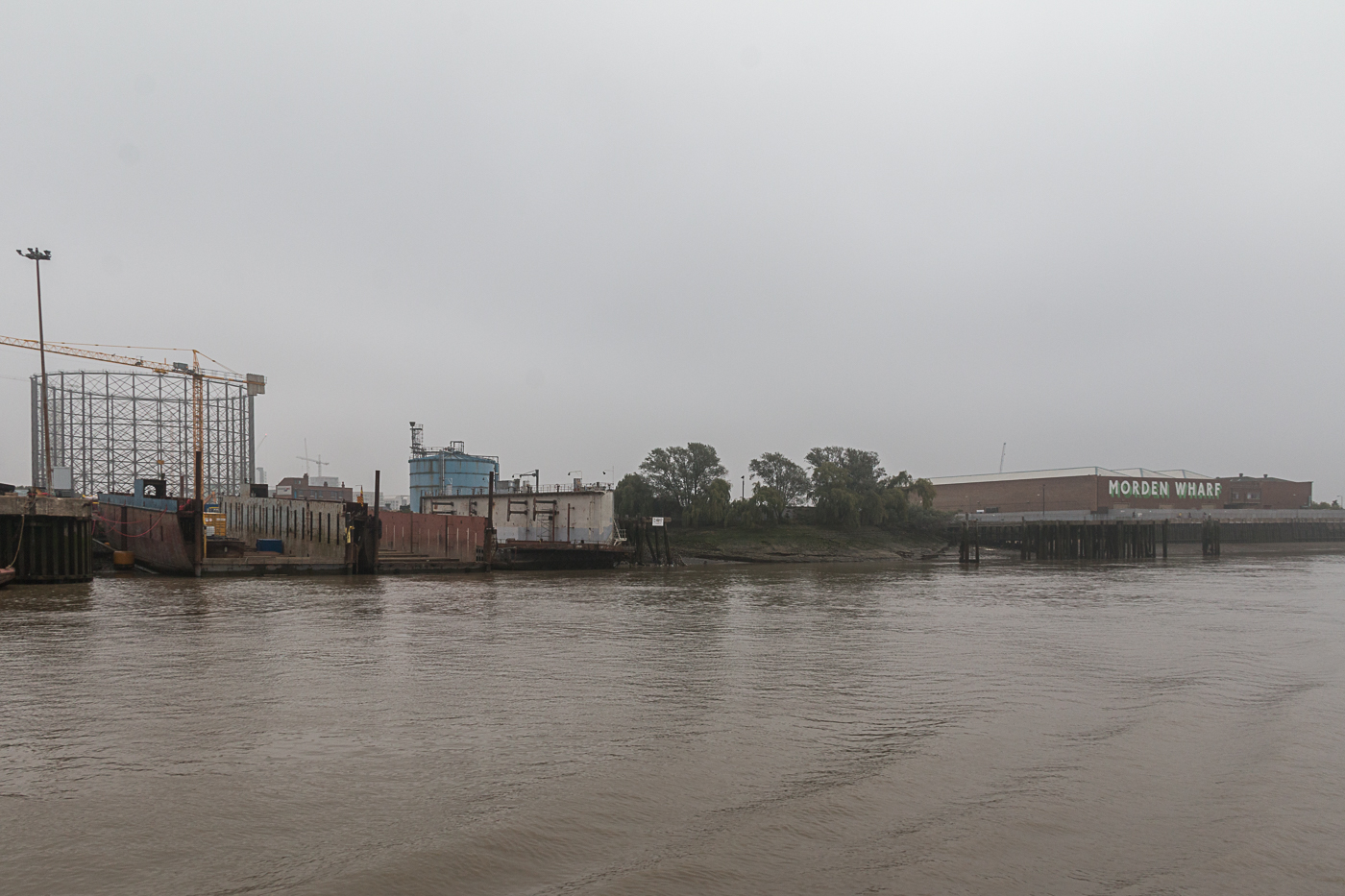
Panorama (2015)
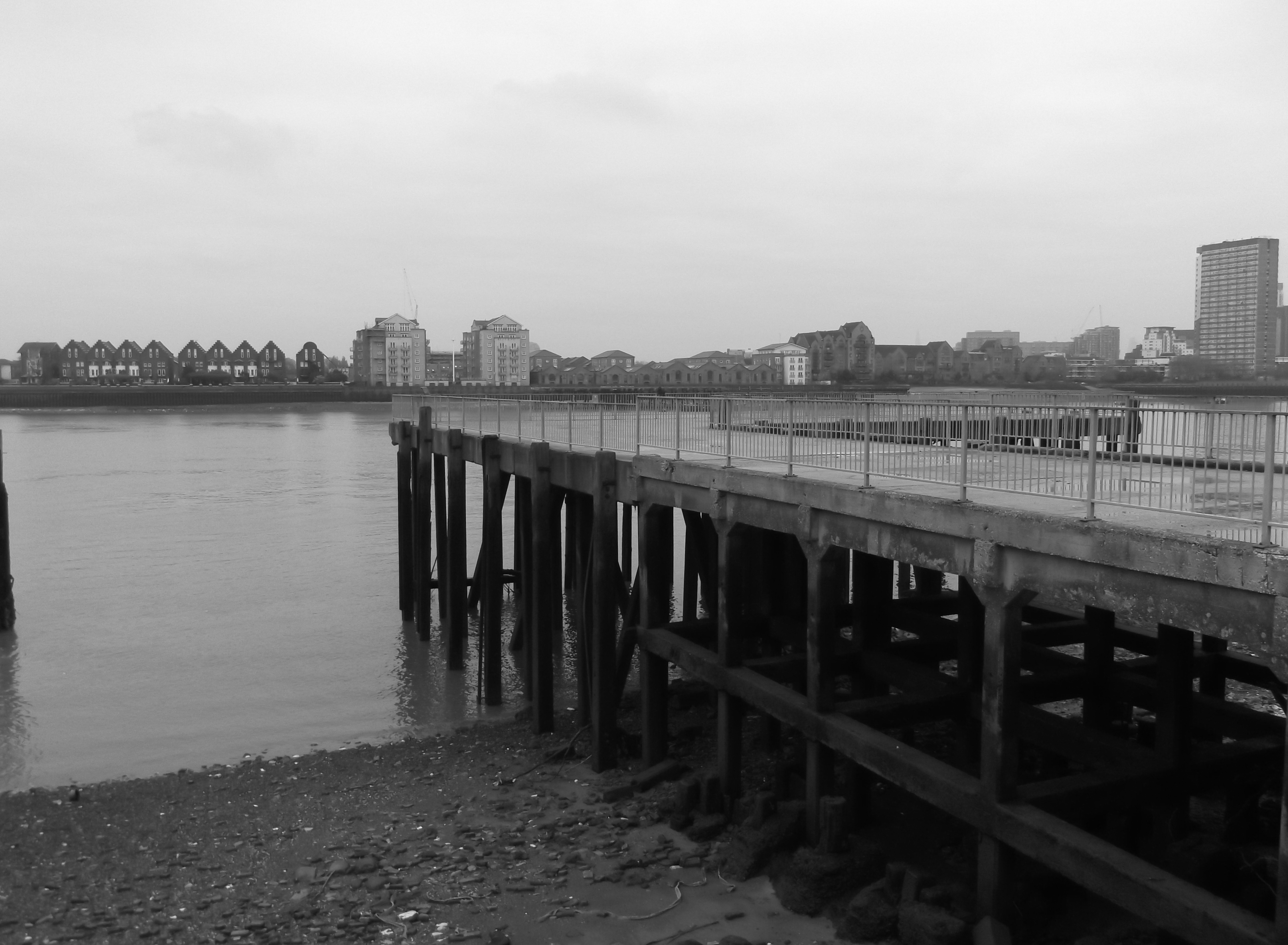
Der Kai mit Blick Richtung Westen über die Themse (2013)
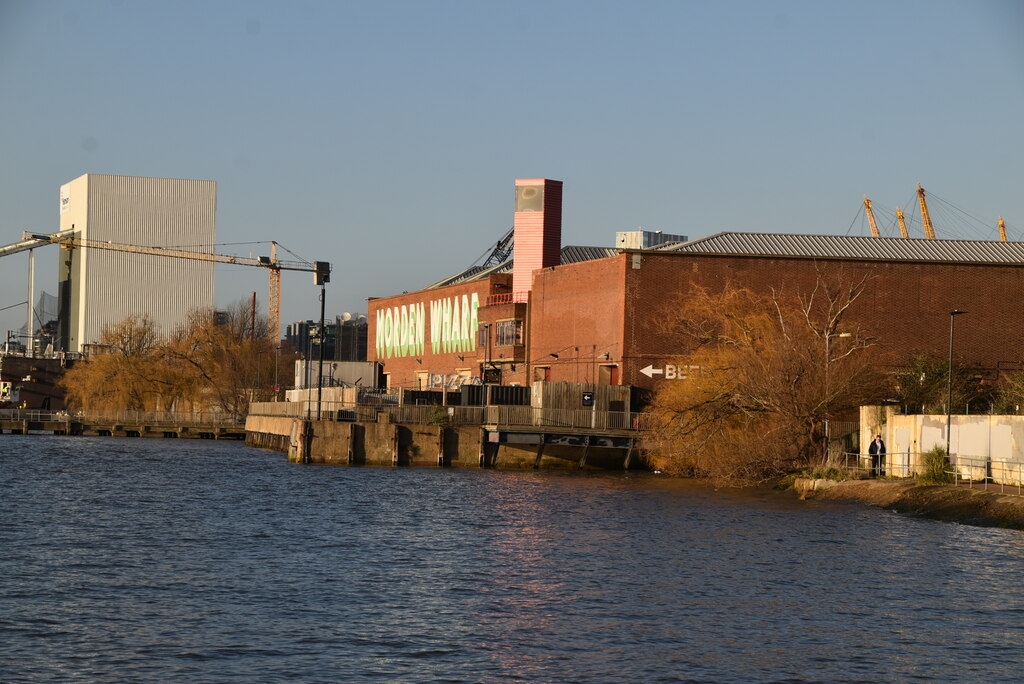
Blick Richtung Norden (2023)
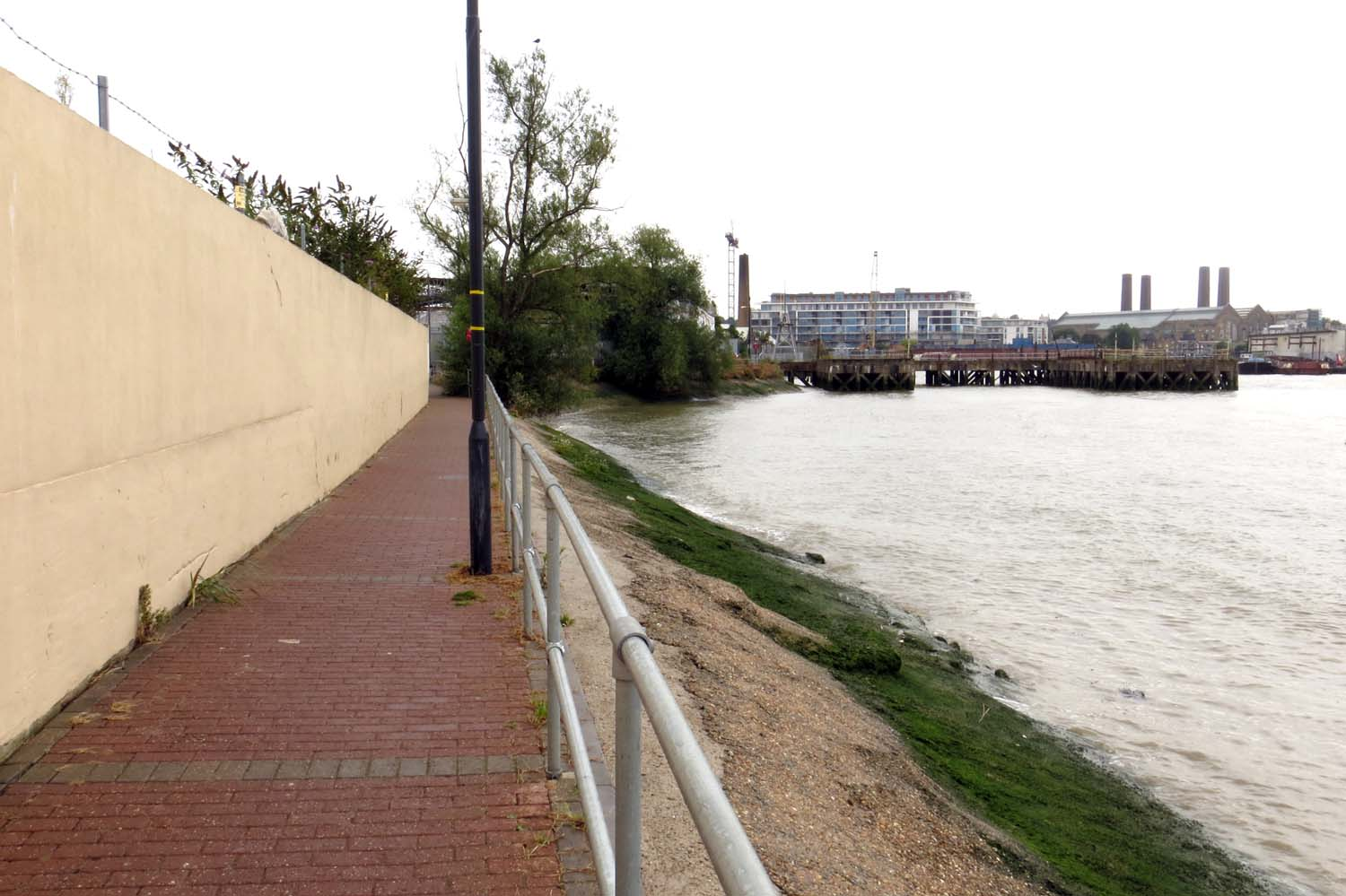
Der Fußweg Blick Richtung Süden